# Ferruccio Busoni
Ferruccio Busoni   (Empoli, 1 d'abril de 1866 - Berlín, 27 de juliol de 1924) nom abreujat de Dante Michaelangelo Benvenuto Ferruccio Busoni va ser un compositor, virtuós pianista, professor i director d'orquestra italià.
Durant molt de temps només se'l va conèixer per les seves adaptacions de l'obra de Bach. L'enregistrament del seu grandiós Concert per a piano i algunes de les seves òperes li han donat difusió. Anualment se celebra a la ciutat italiana de Bolzano un concurs internacional de piano que porta el seu nom.

## Biografia
Busoni era fill de dos músics professionals: la seva mare, Anna Weiss, era originària de Baviera i pianista i el seu pare un clarinetista italià. Durant la infantesa de Ferruccio a Trieste, els pares van haver d'absentar-se regularment a causa de les seues gires de concerts. Busoni era un infant prodigi. Va donar el seu primer concert públic acompanyat pels seus pares a l'edat de set anys. Als deu anys era un pianista consumat i al dotze anys va dirigir un Stabat Mater compost per ell mateix. Als quinze anys fou nomenat membre de l'Acadèmia de Bolonya. Alguns anys després, va interpretar algunes de les seues pròpies composicions a Viena, on va tenir l'oportunitat d'escoltar Franz Liszt al piano, i d'entrevistar-se amb ell, així com amb Johannes Brahms i Anton Rubinstein.
Els seus pares es van traslladar a Àustria. Després d'un breu període d'estudis a Graz amb Wilhelm Mayer, l'any 1886 va traslladar-se a Leipzig. Com altres molts compositors italians del seu temps, va sentir una forta atracció per la música alemanya, especialment per Bach. Immediatament va obtenir diversos treballs com a professor, el primer l'any 1888 a Hèlsinki, lloc on va conèixer la seua futura esposa, Gerda Sjöstrand. L'any 1890, va ensenyar al Conservatori de Moscou, on li fou atorgat el premi Rubinstein de composició,. Entre 1891 i 1892 fou professor al Conservatori New England de Boston i fins a l'any 1894 va actuar com a pianista virtuós per als Estats Units.
L'any 1894 es va instal·lar a Berlín, on va donar concerts com a pianista i com a director d'orquestra alhora. Es va distingir particularment com a promotor de la música contemporània i va continuar el seu treball d'ensenyament donant un gran nombre de cursos magistrals a Weimar, Viena i Basilea. Va tenir nombrosos alumnes i alguns dels seus deixebles van esdevenir cèlebres. Va succeir a Emil von Sauer durant la temporada 1907-1908 com a director de les classes superiors de piano al Conservatori de Viena. El 1913 se li va oferir la direcció del Liceo Musicale de Bolonya, tot i que no va exercir molt de temps perquè va sobrevenir la Primera Guerra Mundial i Busoni es va dirigir a Zúric, Suïssa. Va rebutjar actuar en qualsevol país bel·ligerant.

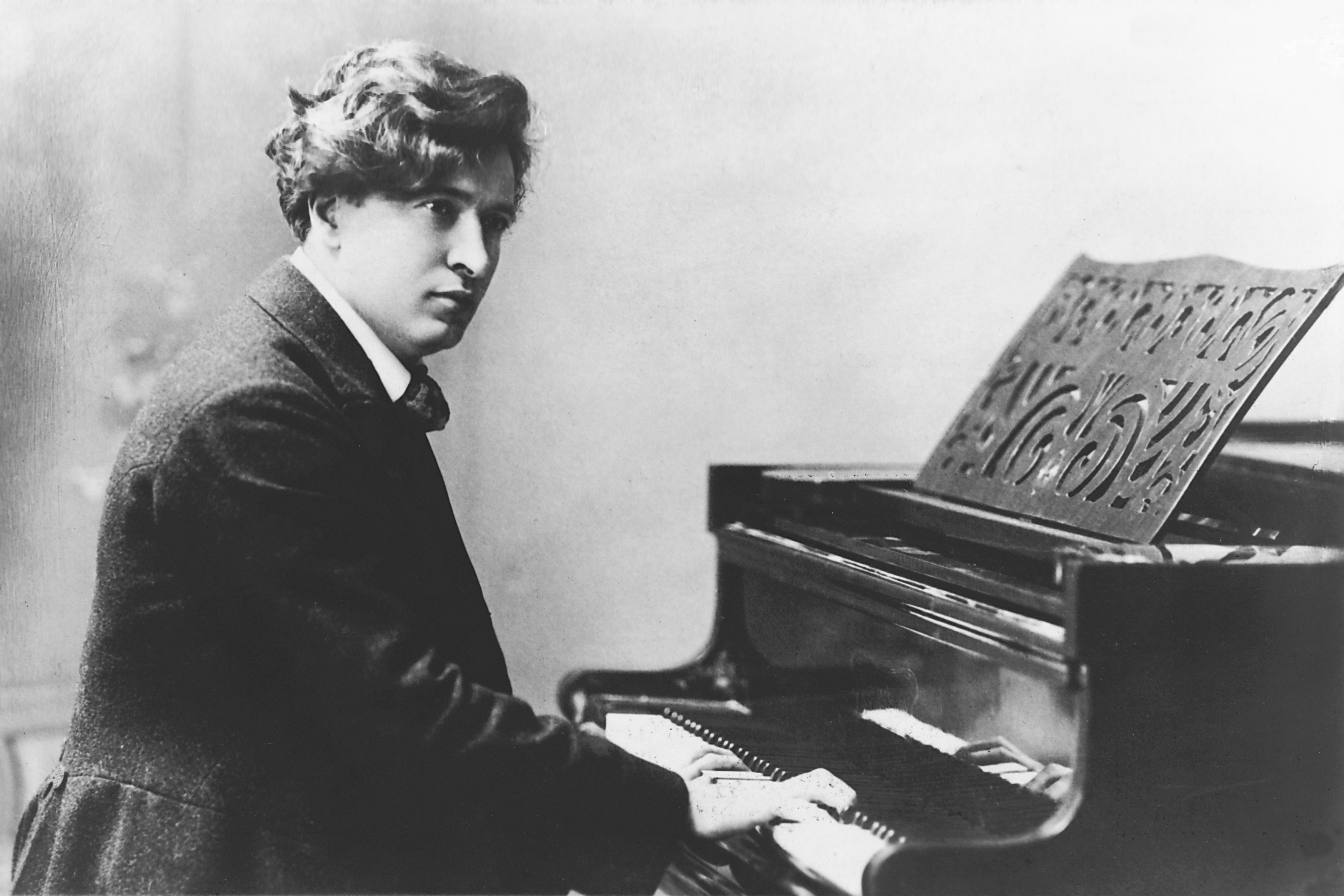
Ferruccio Busoni cap al 1900

A Zuric va dirigir una sèrie de concerts d'abonament, dedicant-se també a la composició. Fruit de la seva activitat van ser tres obres líriques (lletra i música): Turandot sobre l'obra de Gozzi; Arlecchino meitat pantomima meitat òpera còmica, i un Doktor Faust no acabada en la seva mort. En acabar-se la guerra va ser cridat a exercir a Berlín una càtedra de composició en què va reunir nombrosos deixebles. Agrupacions artístiques de tendències avançades, com l'Anbruch, el consideraven un dels seus mestres, i la Societat Internacional de Música el va nomenar president d'honor.
Busoni va morir a l'edat de 58 anys a Berlín a causa d'una malaltia renal, sense haver pogut concloure la seva òpera Doktor Faust, que acabà el seu deixeble Philipp Jarnach. Està soterrat a l'Städtischen Friedhof III, Berlín-Schöneberg, Stubenrauchstraße 43-45. A Berlín se li va dedicar una placa commemorativa, que està situada en la façana de la seua darrera residència a la ciutat: Berlín-Schöneberg, Viktoria-Luise-Platz 11. Va deixar diverses gravacions importants així com una sèrie de rolls per a pianola. En els anys 1980 va haver-hi un renaixement de l'interès per les seues obres.

## Estil

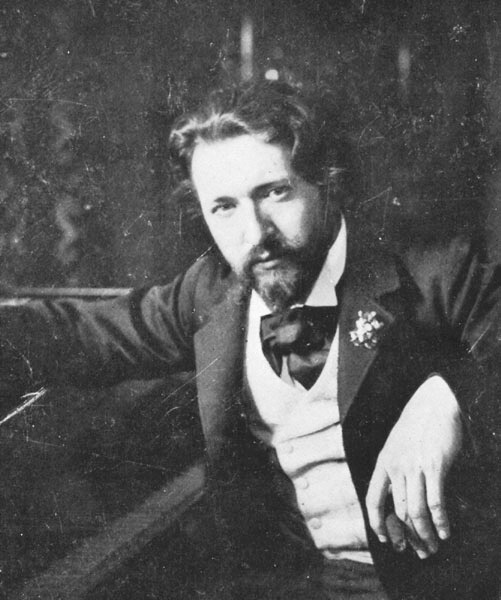
Ferruccio Busoni

La música de Busoni és d'una complexitat típicament contrapuntística, altrament dit, està construïda amb diferents línies melòdiques entremesclades. Tot i no ser completament atonal en el sentit de Schönberg, les seues obres tardanes es distingeixen sovint per emprar una tonalitat indeterminada, com en el cas de les darreres obres de Franz Liszt. En les notes del programa per a l'estrena de la Sonatina seconda, l'any 1912, Busoni manifestava que aquesta peça era senza tonalità (sense tonalitat). Hom considera Johann Sebastian Bach i Franz Liszt com les principals influències de Busoni, tot i que la seua música recull elements neoclàssics, incloent-hi melodies d'estil mozartià. Va compondre nombroses peces per a piano.
Algunes idees desenvolupades per Busoni en les seues obres de maduresa van ser arreplegades en el seu manifest de l'any 1907, Nova estètica de la música, una obra que va ser controvertida a l'època de la seua publicació. Busoni hi discuteix sobre els àmbits poc explorats com ara la música electrònica i la música microtonal (tècniques que ell mateix mai no va utilitzar), però hi afirma igualment que la música ha de destil·lar l'essència de la música del passat si vol pretendre atènyer quelcom d'innovador.
Nombroses obres de Busoni es basen en música del passat, en particular en Johann Sebastian Bach. Va arranjar diverses obres de Bach per al piano, entre d'altres la Toccata i Fuga en re menor (composta originalment per a orgue), així com la xacona de la partita en re menor per a violí. Des de llavors ha estat considerat per alguns com l'origen del neoclassicisme musical.
La suite de Busoni per a orquestra Turandot (1904), probablement el seu millor treball orquestral i més popular, era expandit a la seva òpera Turandot el 1917. Busoni va completar altres dues òperes, Die Brautwahl (1911) i Arlecchino (1917). La seva òpera més coneguda, Doktor Faust també la componia per aquesta època (1916), deixant-la inacabada a la seva mort. Fou acabada pel seu estudiant Philipp Jarnach, el qual va treballar a partir d'uns esbossos de Busoni, però durant els anys 1980 Anthony Beaumont, l'autor d'una biografia Busoni, va crear un acabament expandit i millorat basant-se en documentació a la qual Jarnach no hi va tenir accés. També va escriure una biografia d'aquest músic el musicògraf anglès Edward Joseph Dent.

## Obres
- Lustspiel-Ouverture op. 38
- Concert per a piano, cor masculí i orquestra, op. 39 (1904)

Composicions per a piano sol
- Stücke, op. 33b (1896)
- Elegien: Sieben neue Klavierstücke (1907)
- Fantasia nach Johann Sebastian Bach (1909)
- Fantasia contrappuntistica (tercera i última versió, 1912)
- Indianisches Tagebuch (Diari indià, 1912)
- Sei sonatine ("Sis Sonatinas", 1910-1920)

Òperes
- Sigrune, oder Das stille Dorf (1889, inconclusa)
- Die Brautwahl (1912)
- Arlecchino ovvero le finestre (1917)
- Turandot (1917)
- Doktor Faust (1925); incompleta, acabada per Philipp Jarnach.

## Llista d'alumnes
| - Theodor Szántó, - Gino Tagliapietra (1887-1954) - Wladimir Vogel, - Georges Frederick Boyle, - Kurt Weill, - Edgar Varèse, - Herbert Fryer, - Guido Agosti - Stefan Wolpe, - Leo Kestenberg, - Carlo Zecchi, - Émile-Robert Blanchet, - Hugo van Dalen, | - Claudio Arrau, - Rudolf Ganz, - Percy Aldridge Grainger, - Egon Petri, - Hans Haug, - Reinhold Raoul Laquai, - Eduard Steuermann, - Józef Turczyński, - Beryl Rubinstein, - Johan Backer Lunde. - Carlo Sigmund Taube (1897-1944) - Dimitri Mitropoulos (1896-1960) |